# Allium synnotii
Allium synnotii är en amaryllisväxtart som beskrevs av George Don jr. Allium synnotii ingår i släktet lökar, och familjen amaryllisväxter. Inga underarter finns listade i Catalogue of Life.